# Oberndorf an der Melk
Oberndorf an der Melk é um município da Áustria localizado no distrito de Scheibbs, no estado de Baixa Áustria.